# Mars (obwód miński)
Mars (biał. Марс; ros. Марс, Mars) – wieś na Białorusi, w obwodzie mińskim, w rejonie dzierżyńskim, w sielsowiecie Dzierżyńsk, przy węźle drogi magistralnej M1 z drogą republikańską R1.